# Bhojpur
Bhojpur (nepalski: भोजपुर, trl. Bhojpur, trb. Bhodźpur) – gaun wikas samiti we wschodniej części Nepalu w strefie Kośi w dystrykcie Bhojpur. Według nepalskiego spisu powszechnego z 2001 roku liczył on 1428 gospodarstw domowych i 5881 mieszkańców (3038 kobiet i 2843 mężczyzn). W mieście znajduje się port lotniczy Bhojpur.